# Чартой-юрт
Чартой-юрт, Чарти (чечен. Чартой-юрт) — покинутый аул в Шалинский районе Чечни.
Родовой аул тайпа чартой. Согласно преданию, Гудермес основан в начале XVII века выходцами из аула Чарти. Чартинцы спустились на равнинные земли близ реки Гумс, где они заложили аул Гумс.
Селение упоминается в «Актах, собранных Кавказской комиссией» как Чертой-юртъ.